# Gyricon
Gyricon ist der Urvater des elektronischen Papiers, das von Nick Sheridon in den 1970er Jahren am Xerox PARC in Palo Alto (Kalifornien) entwickelt wurde. Es hat ähnliche Eigenschaften wie Papier: Es ist flexibel und zeigt Inhalt an, der aus einem weiten Winkel scharf ablesbar ist. Der Inhalt kann mehrere tausende Male verändert werden.
Ein Gyricon-Blatt besteht aus einer dünnen Schicht transparenten Plastiks, das Millionen von kleinen Kugeln enthält, ähnlich Tonerkugeln. Jede Kugel befindet sich in einer ölgefüllten Hülle, wodurch sie sich frei drehen kann. Die Kügelchen sind zweifarbig (zum Beispiel schwarz und weiß) und bipolar statisch geladen. Wenn an der Oberfläche des Blattes eine elektrische Spannung angelegt wird, richten sich die Kugeln so aus, dass die entsprechende Farbe zur Oberfläche zeigt. Das so erzeugte Bild bleibt auch dann noch bestehen, wenn keine Spannung mehr anliegt.
Im Jahr 2000 gründete Xerox die Firma Gyricon LLC. Die Firma wurde aber Ende 2005 wieder geschlossen. Gyricon LLC hatte sich zum Schluss auf elektronische Anzeigen (beispielsweise in Geschäften) spezialisiert. Der Hauptgrund für die Schließung war, dass Gyricon LLC keinen Lieferanten gefunden hat, der das Material für die Rückseite der Anzeigen für weniger als 10 Dollar pro Quadratfuß anbieten konnte. 
Somit war es wirtschaftlich nicht möglich, das Produkt mit einem am Markt konkurrenzfähigen Preis anzubieten. Xerox vergibt jedoch weiterhin Lizenzen der Technologie für die Vorderseite.